# Nekrolog 1. Quartal 1946
Nekrolog
◄◄
| ◄
| 1942
| 1943
| 1944
| 1945
| 1946 | 1947 | 1948 | 1949 | 1950 | ► | ►►
1. Quartal |
2. Quartal |
3. Quartal |
4. Quartal 1946
Weitere Ereignisse | Allgemeiner Nekrolog 1946
Die Beschreibung der verstorbenen Person sollte so kurz wie möglich gehalten sein und nur deren signifikante Tätigkeit(en) enthalten.
Neue Namen ggf. auch unter dem Geburts- und Sterbedatum, also etwa unter 1. Januar und im Geburts- und Sterbejahr (2024) eintragen (nur bei entsprechender großer Wichtigkeit). Für Beispiele siehe die schon vorhandenen Artikel.
Außerdem über die fünf zuletzt Verstorbenen, zu denen es einen ausreichend guten Artikel für eine Präsentation auf der Hauptseite gibt, nach der todesbedingten Überarbeitung der Artikel ggf. auch unter Wikipedia Diskussion:Hauptseite informieren und sie am besten auch in den anderen Wikipedia-Sprachversionen eintragen. Tipp: Regelmäßig bei news.google.de nach „ist tot“, „gestorben“ oder „verstorben“ suchen.
Wenn eine Person gestorben ist, gibt es viele Seiten zu dieser Person in der Wikipedia, die davon auch betroffen sind und entsprechend aktualisiert werden müssen. Beispiele: Namenübersichtsseite, Geburtsjahr, Geburtsort-Seiten und viele mehr.
Wie finde ich die betroffenen Seiten?
Im Suchfeld auf der linken Seite gibt man den Suchbegriff so ein: „Vorname Nachname“. Dann klickt man auf Volltext und alle Seiten mit entsprechendem Suchtext werden aufgerufen. Hier sieht man dann schnell, wo auch das Todesjahr Sinn macht oder sogar ein Teil des Artikels angepasst werden muss. Auch hilft das „Werkzeug“ auf der linken Seite sehr gut, um solche Seiten aufzufinden: „Links auf diese Seite“. Somit ist die Wikipedia wieder aktuell in allen Bereichen! Hinweis: bei Eintragung der Kategorie „Gestorben JAHR“ wird der Missbrauchsfilter 49 ausgelöst, was jedoch nicht schlimm ist. Siehe: Spezial:Missbrauchsfilter/49
Dies ist eine Liste von im ersten Quartal 1946 verstorbenen bekannten Persönlichkeiten. Die Einträge erfolgen innerhalb der einzelnen Daten alphabetisch sortiert. Tiere sind im Nekrolog für Tiere zu finden.

## Januar
| Tag        | Name                                          | Beruf, bekannt als | Alter | Beleg |
| ---------- | --------------------------------------------- | --- | ----- | ----- |
| 1. Januar  | Karl Bär                                      | deutscher Agrarwissenschaftler | 44    |       |
| 1. Januar  | Alberto Osório de Castro                      | portugiesischer Lyriker, Journalist und Jurist                                                                                             | 77    |       |
| 1. Januar  | Philipp Feldmann                              | Landtagsabgeordneter Volksstaat Hessen | 77    |       |
| 1. Januar  | Ugo Ojetti                                    | italienischer Kunstkritiker und Schriftsteller                                                                                             | 74    |       |
| 1. Januar  | Ernst Sellin                                  | deutscher Theologe und Biblischer Archäologe                                                                                               | 78    |       |
| 1. Januar  | Viktor Steska                                 | slowenischer Kunsthistoriker und römisch-katholischer Geistlicher                                                                          | 78    |       |
| 1. Januar  | Max Winkelmann                                | deutscher Ingenieurwissenschaftler | 66    |       |
| 2. Januar  | Désiré Bois                                   | französischer Botaniker | 89    |       |
| 2. Januar  | Eduard Kado                                   | deutscher Maler, Zeichner, Bildhauer und Kunstgewerbler                                                                                    | 70    |       |
| 2. Januar  | Patrick Quinn                                 | irischer Kugelstoßer und Diskuswerfer | 60    |       |
| 2. Januar  | Eleanor Rathbone                              | britische Politikerin, Mitglied des House of Commons, Frauenrechtlerin                                                                     | 73    |       |
| 2. Januar  | Jeannette Thurber                             | US-amerikanische Musikmäzenin sowie Gründerin und Präsidentin der National Conservatory of Music of America in New York City               | 95    |       |
| 2. Januar  | Sándor Wolf                                   | österreichischer Weinhändler und Museumsgründer                                                                                            | 74    |       |
| 3. Januar  | Allan Brooks                                  | britisch-kanadischer Vogelmaler und Ornithologe                                                                                            | 76    |       |
| 3. Januar  | Astolfo de Maria                              | italienischer Maler | 54    |       |
| 3. Januar  | Leonhard Hora                                 | deutscher Schriftsteller | 48    |       |
| 3. Januar  | William Joyce                                 | britischer Politiker (British Union of Fascists)                                                                                           | 39    |       |
| 3. Januar  | Natale Gabriele Moriondo                      | italienischer römisch-katholischer Ordensgeistlicher                                                                                       | 75    |       |
| 3. Januar  | Elliott Northcott                             | US-amerikanischer Jurist und Diplomat | 76    |       |
| 3. Januar  | Adele Osterloh                                | deutsche Dichterin | 89    |       |
| 3. Januar  | Franz Rösler                                  | deutscher Lehrer und Heimatschriftsteller                                                                                                  | 74    |       |
| 3. Januar  | Rudolf Staechelin                             | Schweizer Unternehmer und Kunstsammler | 64    |       |
| 3. Januar  | Karl Maria Wiligut                            | österreichischer Offizier, nationalsozialistischer Esoteriker                                                                              | 79    |       |
| 3. Januar  | Gustav Witt                                   | deutscher Astronom | 79    |       |
| 4. Januar  | Friedrich von Bodelschwingh der Jüngere       | deutscher evangelischer Theologe | 68    |       |
| 4. Januar  | Adolf von Garßen                              | deutscher Richter, Präsident des Oberlandesgerichts Celle (1932–1945)                                                                      | 60    |       |
| 4. Januar  | Heinz Keune                                   | deutscher Grafiker und Schriftkünstler | 64    |       |
| 4. Januar  | Rudolf Králíček                               | tschechischer österreich-ungarischer General der Infanterie                                                                                | 83    |       |
| 04. Januar | György Pallavicini                            | ungarischer Großgrundbesitzer, Politiker und Parlamentsabgeordneter                                                                        | 64    |       |
| 4. Januar  | Ernst Rassow                                  | deutscher Polizist | 47    |       |
| 4. Januar  | Thomas Richards                               | US-amerikanischer Filmeditor | 46    |       |
| 4. Januar  | Theodore Schurch                              | britischer Soldat und Spion | 27    |       |
| 4. Januar  | Wilhelm Sieveking                             | deutscher Klassischer Philologe und Gymnasiallehrer                                                                                        | 50    |       |
| 4. Januar  | George Woolf                                  | kanadischer Jockey | 35    |       |
| 5. Januar  | Eduardo Brito                                 | dominikanischer Opernsänger | 40    |       |
| 5. Januar  | Hans Oppermann                                | deutscher Verwaltungsjurist und Landrat | 59    |       |
| 5. Januar  | Heinrich Remlinger                            | deutscher Generalmajor im Zweiten Weltkrieg                                                                                                | 63    |       |
| 5. Januar  | Slim Summerville                              | US-amerikanischer Schauspieler und Komiker                                                                                                 | 53    |       |
| 5. Januar  | Karl Wagner                                   | deutscher evangelischer Theologe und Superintendent                                                                                        | 75    |       |
| 6. Januar  | Hans Brugger                                  | österreichischer Politiker und Rechtsanwalt                                                                                                | 47    |       |
| 6. Januar  | Edwin Stephen Goodrich                        | britischer Zoologe und Paläontologe | 77    |       |
| 6. Januar  | Irenaeus Hayasaka                             | japanischer römisch-katholischer Priester und Apostolischer Vikar in Korea                                                                 | 57    |       |
| 6. Januar  | Ernst Kilb                                    | Wormser Lehrer und Lokalpolitiker (SPD) | 49    |       |
| 6. Januar  | Georg von Sachsen-Meiningen                   | Oberhaupt des Hauses Sachsen-Meiningen | 53    |       |
| 7. Januar  | Alfred Belian                                 | deutscher Jurist und Kommunalpolitiker | 72    |       |
| 7. Januar  | Adam Didur                                    | polnischer Opernsänger (Bass) und Theaterdirektor in Bytom                                                                                 | 71    |       |
| 7. Januar  | Wilhelm Fehse                                 | deutscher Germanist und Lehrer | 65    |       |
| 7. Januar  | Charles Ginisty                               | französischer Geistlicher, Bischof von Verdun                                                                                              | 81    |       |
| 7. Januar  | Moissei Jakowlewitsch Ginsburg                | russischer Architekt und Hochschullehrer                                                                                                   | 53    |       |
| 7. Januar  | Carl Henze                                    | deutscher Gitarrist, Komponist, Dirigent und Musikpädagoge                                                                                 | 73    |       |
| 8. Januar  | Thomas Barbour                                | US-amerikanischer Herpetologe | 61    |       |
| 8. Januar  | Dion Fortune                                  | walisische Okkultistin, Rosenkreuzerin, Theosophin und Autorin                                                                             | 55    |       |
| 8. Januar  | Dora Hauser                                   | österreichische Malerin und Scherenschnittkünstlerin                                                                                       | 68    |       |
| 8. Januar  | Paula Müller-Otfried                          | deutsche Sozialarbeiterin, Frauenrechtlerin und Politikerin (DNVP), MdR                                                                    | 80    |       |
| 8. Januar  | Conrad Prange                                 | preußischer Verwaltungsjurist und Landrat                                                                                                  | 58    |       |
| 8. Januar  | Alfred Graf von Schwerin                      | preußischer Gutsbesitzer und Politiker |       |       |
| 8. Januar  | Hermann Bendix Todsen                         | Oberbürgermeister von Flensburg (1899–1930)                                                                                                | 81    |       |
| 9. Januar  | Countee Cullen                                | US-amerikanischer Autor | 42    |       |
| 9. Januar  | Karl Kamm                                     | deutscher Verwaltungs- und Ministerialbeamter                                                                                              | 75    |       |
| 9. Januar  | Nevil Macready                                | britischer General | 83    |       |
| 9. Januar  | Gustav Wulff-Õis                              | estnischer Dichter | 81    |       |
| 10. Januar | László Bárdossy                               | ungarischer Diplomat und Politiker, Premierminister (1941–1942)                                                                            | 55    |       |
| 10. Januar | Hans Wilhelm Blomberg                         | deutscher Jurist, SS-Obersturmbannführer und leitender Gestapomitarbeiter                                                                  | 39    |       |
| 10. Januar | Max Hilzheimer                                | deutscher Zoologe der Säugetierkunde (Mammalogie)                                                                                          | 68    |       |
| 10. Januar | Hans Iber                                     | deutscher Reichsgerichtsrat | 59    |       |
| 10. Januar | Emil Lemcke                                   | deutscher Jurist und Oberkirchenratspräsident in Schwerin                                                                                  | 76    |       |
| 10. Januar | Cornélie van Zanten                           | niederländische Opernsängerin (Mezzosopran/Alt)                                                                                            | 90    |       |
| 12. Januar | Karl von Kurz                                 | österreichischer Offizier sowie SS-Brigadeführer                                                                                           | 72    |       |
| 12. Januar | Karl Nieberle                                 | deutscher Veterinärmediziner | 69    |       |
| 12. Januar | Bruno Schuster                                | deutscher Reichsgerichtsrat | 61    |       |
| 12. Januar | Carl Detmar Stahlknecht                       | deutscher Jurist und Politiker (DVP), MdBB, MdR                                                                                            | 75    |       |
| 12. Januar | Safiyya Zaghlul                               | ägyptische Politikerin | ~70   |       |
| 13. Januar | Joe Keaton                                    | US-amerikanischer Vaudevilledarsteller und Akrobat                                                                                         | 78    |       |
| 13. Januar | Hugo Rahtgens                                 | deutscher Bauingenieur und Architekturhistoriker                                                                                           | 73    |       |
| 13. Januar | Wilhelm Souchon                               | deutscher Marineoffizier, zuletzt Admiral im Ersten Weltkrieg sowie Höchstkommandierender der osmanischen und bulgarischen Seestreitkräfte | 81    |       |
| 13. Januar | Otto von Tettau                               | deutscher Offizier | 77    |       |
| 13. Januar | Oskar Ulrich                                  | deutscher Lehrer, Schuldirektor, Heimatkundler und Autor                                                                                   | 83    |       |
| 13. Januar | Joseph Walsh                                  | US-amerikanischer Politiker | 70    |       |
| 14. Januar | Antti Hackzell                                | finnischer Politiker | 64    |       |
| 14. Januar | Johannes Heinzelmann                          | österreichischer Theologe und Superintendent                                                                                               | 72    |       |
| 14. Januar | Joseph Hertz                                  | Oberrabbiner der vereinigten jüdischen Gemeinden des britischen Commonwealth                                                               | 73    |       |
| 14. Januar | Alfred Kaufmann                               | deutscher evangelischer Pfarrer und Orientalist                                                                                            | 77    |       |
| 14. Januar | Leopold von Kleist                            | preußischer Offizier und Leiter der Generalverwaltung des vormals regierenden preußischen Königshauses                                     | 73    |       |
| 14. Januar | Maurice Koechlin                              | schweizerisch-französischer Ingenieur | 89    |       |
| 14. Januar | Hermann Friedrich Macco                       | deutscher Historiker und Genealoge | 81    |       |
| 14. Januar | Heinrich Schulte-Uhlenbruch                   | deutscher Landwirt und Politiker (Zentrum), MdR                                                                                            | 62    |       |
| 14. Januar | Franz Stoedtner                               | altösterreichisch-deutscher Maler, Lithograf, Radierer und Holzschneider                                                                   | 75    |       |
| 15. Januar | De Witt C. Flanagan                           | US-amerikanischer Politiker | 75    |       |
| 15. Januar | Hans Gossen                                   | deutscher Klassischer Philologe und Gymnasiallehrer                                                                                        | 61    |       |
| 15. Januar | Hino Kumazō                                   | japanischer Luftfahrtpionier und Erfinder                                                                                                  | 67    |       |
| 15. Januar | Herbert Kraft                                 | deutscher Politiker (NSDAP), MdL, MdR | 59    |       |
| 15. Januar | Karl Nabersberg                               | deutscher Jugendführer und Politiker (NSDAP)                                                                                               | 37    |       |
| 15. Januar | Heinrich Reiner                               | deutscher Politiker (NSDAP), MdR | 53    |       |
| 15. Januar | Alfred Schmid                                 | schweizerischer Arzt | 61    |       |
| 15. Januar | Arthur Valdenaire                             | deutscher Architekt, Bauhistoriker und Denkmalpfleger                                                                                      | 62    |       |
| 16. Januar | Henri Dievenbach                              | niederländischer Maler | 73    |       |
| 16. Januar | Max Grundey                                   | Geologe und Fossiliensammler | 89    |       |
| 16. Januar | Hans Lehmann                                  | Schweizer Kunsthistoriker und Museumsdirektor                                                                                              | 84    |       |
| 16. Januar | Leon Paweł Marchlewski                        | polnischer Chemiker (Biochemie, Medizinische Chemie)                                                                                       | 76    |       |
| 16. Januar | James M. Murray                               | US-amerikanischer Unternehmer und Politiker                                                                                                | 56    |       |
| 16. Januar | Hermann Schmitz                               | deutscher Kunsthistoriker | 64    |       |
| 17. Januar | Armando Donoso                                | chilenischer Essayist, Journalist, Herausgeber und Literaturkritiker                                                                       | 59    |       |
| 17. Januar | Clarence Erwin McClung                        | US-amerikanischer Zoologe, Paläontologe und Genetiker                                                                                      | 75    |       |
| 17. Januar | Jenny Nyström                                 | schwedische Malerin und Illustratorin | 91    |       |
| 17. Januar | Erich von Stosch                              | deutscher Lokalpolitiker | 68    |       |
| 18. Januar | Julio Fossa Calderón                          | chilenischer Maler | 71    |       |
| 18. Januar | Martin Frey                                   | deutscher Pianist und Klavierpädagoge | 73    |       |
| 18. Januar | Ludwig Huber                                  | deutscher Landwirt, Politiker (NSDAP), MdR                                                                                                 | 56    |       |
| 18. Januar | Feliks Nowowiejski                            | polnischer Komponist, Dirigent, Organist und Musiklehrer                                                                                   | 68    |       |
| 18. Januar | Marianne Plehn                                | deutsche Naturwissenschaftlerin, auf Fische spezialisierte Biologin; erste deutsche Professorin in Bayern                                  | 82    |       |
| 18. Januar | Lew Pollack                                   | US-amerikanischer Komponist | 50    |       |
| 18. Januar | William von Brincken                          | deutsch-US-amerikanischer Schauspieler | 64    |       |
| 19. Januar | Johannes Abromeit                             | deutscher Botaniker | 88    |       |
| 19. Januar | Ai Mitsu                                      | japanischer Maler | 38    |       |
| 19. Januar | Frank Stephen Meighen                         | kanadischer Offizier, Impresario und Kunstmäzen                                                                                            | 75    |       |
| 19. Januar | Karl Mittelhaus                               | deutscher Klassischer Philologe | 68    |       |
| 19. Januar | Dionysius Ortsiefer                           | deutscher Franziskanerpater und Domprediger                                                                                                | 71    |       |
| 19. Januar | Ernst Lothar Julius Graf von Zech-Burkersroda | deutscher Diplomat | 60    |       |
| 20. Januar | Adolf Brenneke                                | deutscher Historiker und preußischer Staatsarchivar                                                                                        | 70    |       |
| 20. Januar | Otto Kuphal                                   | deutscher Politiker (SPD), Oberbürgermeister von Rostock                                                                                   | 55    |       |
| 20. Januar | Auguste Reber-Gruber                          | deutsche Pädagogin | 54    |       |
| 20. Januar | Elsa Sedlmeyer                                | deutsche Theaterschauspielerin | 78    |       |
| 20. Januar | Heinz Späing                                  | deutscher Politiker (NSDAP), MdR | 53    |       |
| 20. Januar | Curt Treitschke                               | deutscher Truppen- und Generalstabsoffizier                                                                                                | 73    |       |
| 21. Januar | Harry Bateman                                 | britisch-US-amerikanischer Mathematiker | 63    |       |
| 21. Januar | Adolf Bickel                                  | deutscher Arzt und Physiologe | 70    |       |
| 21. Januar | Mario Donati                                  | italienischer Chirurg | 66    |       |
| 21. Januar | Alfred Götzl                                  | österreichischer Sozialmediziner, Hochschullehrer der Universität Wien und Tuberkuloseforscher                                             | 72    |       |
| 21. Januar | Heinrich Lorenz                               | deutscher Politiker, MdHB, Senator und Geschäftsführer im Genossenschaftswesen                                                             | 83    |       |
| 21. Januar | Gotthold Stettner                             | deutscher Oberlehrer und Geologe | 74    |       |
| 21. Januar | Sugita Hisajo                                 | japanische Haiku-Dichterin | 55    |       |
| 22. Januar | Helene Bettelheim                             | österreichische Schriftstellerin | 88    |       |
| 22. Januar | Erich Brandenburg                             | deutscher Historiker und Genealoge | 77    |       |
| 22. Januar | Otto Fenichel                                 | österreichischer Psychoanalytiker | 48    |       |
| 22. Januar | Theodor Hoffa                                 | Kinderarzt, Sozialfürsorger und Mitglied der Bekennenden Kirche                                                                            | 73    |       |
| 22. Januar | Allan Lard                                    | US-amerikanischer Golfer | 79    |       |
| 23. Januar | Paul Baecker                                  | deutscher Journalist und Politiker (DNVP), MdR                                                                                             | 71    |       |
| 23. Januar | Matteo Giulio Bartoli                         | italienischer Romanist, Linguist und Sprachgeograph                                                                                        | 72    |       |
| 23. Januar | Heinrich Bongartz                             | deutscher Offizier, sowie Jagdflieger im Ersten Weltkrieg                                                                                  | 53    |       |
| 23. Januar | Robert J. Bonner                              | US-amerikanischer Klassischer Philologe und Rechtshistoriker kanadischer Herkunft                                                          | 77    |       |
| 23. Januar | Otto Fiebiger                                 | deutscher Althistoriker, Epigraphiker und Bibliothekar                                                                                     | 77    |       |
| 23. Januar | Georg Mühry                                   | deutscher General der Infanterie | 86    |       |
| 23. Januar | Oreste Muzzi                                  | italienischer Schwimmer | 58    |       |
| 23. Januar | Hans Neumerkel                                | deutscher Reichsgerichtsrat | 59    |       |
| 23. Januar | Karl Pekarna                                  | österreichischer Fußballspieler auf der Position eines Torwarts                                                                            | 64    |       |
| 23. Januar | Gabriel Poix                                  | französischer Ruderer | 57    |       |
| 23. Januar | Helene Schjerfbeck                            | finnische Malerin | 83    |       |
| 23. Januar | Paul Völckers                                 | deutscher Offizier, zuletzt General der Infanterie im Zweiten Weltkrieg                                                                    | 54    |       |
| 24. Januar | John Adam                                     | britischer Segler | 70    |       |
| 24. Januar | Ruth Brunswick                                | US-amerikanische Psychoanalytikerin | 48    |       |
| 24. Januar | Ludwig Ewers                                  | deutscher Schriftsteller | 75    |       |
| 24. Januar | Paul Grasse                                   | deutscher kommunistischer Widerstandskämpfer                                                                                               | 62    |       |
| 24. Januar | Hugo Greinz                                   | österreichischer Erzähler, Feuilletonist, Zeitungsredakteur und Übersetzer                                                                 | 72    |       |
| 24. Januar | Eugène Jost                                   | Schweizer Architekt | 80    |       |
| 24. Januar | Karl Krehahn                                  | österreichischer Musikpädagoge | 76    |       |
| 24. Januar | Otto Schröder                                 | deutscher Musiker, Kantor sowie Komponist                                                                                                  | 85    |       |
| 25. Januar | William F. Birch                              | US-amerikanischer Politiker | 75    |       |
| 25. Januar | Fritz von Born-Fallois                        | deutscher Verwaltungsbeamter | 64    |       |
| 25. Januar | Heinrich Frings                               | deutscher Reichsgerichtsrat | 60    |       |
| 25. Januar | Max Hähnel                                    | deutscher Lagerkommandant im KZ Sachsenburg und Obersteuersekretär                                                                         | 48    |       |
| 25. Januar | Otto König                                    | deutscher Schauspieler und Schauspiellehrer                                                                                                | 83    |       |
| 25. Januar | Afonso Lopes Vieira                           | portugiesischer Schriftsteller | 67    |       |
| 25. Januar | Martin Möbius                                 | deutscher Botaniker | 86    |       |
| 25. Januar | Victor Tafel                                  | deutscher Metallurge | 64    |       |
| 26. Januar | Oskar Kallas                                  | estnischer Diplomat, Volkskundler und Linguist                                                                                             | 77    |       |
| 26. Januar | Franz Schieck                                 | deutscher Arzt und Professor für Augenheilkunde                                                                                            | 74    |       |
| 26. Januar | Oskar Teufel                                  | österreichischer Politiker (DnP), Abgeordneter zum Nationalrat                                                                             | 65    |       |
| 27. Januar | Elfriede Datzig                               | österreichische Filmschauspielerin | 23    |       |
| 27. Januar | Paul Kalisch                                  | deutscher Opernsänger (Tenor) | 90    |       |
| 28. Januar | Else Federn                                   | österreichische Fürsorgerin und Leiterin des Verein Wiener Settlement                                                                      | 71    |       |
| 28. Januar | Bernhard Kuhnt                                | deutscher Politiker (SPD, USPD), MdR | 69    |       |
| 28. Januar | Anton Rintelen                                | österreichischer Jurist und Politiker (CSP), Abgeordneter zum Nationalrat, Mitglied des Bundesrates                                        | 69    |       |
| 28. Januar | Charles L. Underhill                          | US-amerikanischer Politiker | 78    |       |
| 28. Januar | John Haden Wilson                             | US-amerikanischer Politiker | 78    |       |
| 29. Januar | Ernst Benzinger                               | deutscher Schauspieler und Theaterregisseur                                                                                                | 78    |       |
| 29. Januar | Wilhelm Blase                                 | deutscher Bauarbeiter und Politiker (SPD)                                                                                                  | 69    |       |
| 29. Januar | Cay Baron von Brockdorff                      | deutscher Philosoph, Soziologe und Hochschullehrer                                                                                         | 71    |       |
| 29. Januar | Otto Brunck                                   | deutscher Chemiker | 79    |       |
| 29. Januar | William P. Holaday                            | US-amerikanischer Politiker | 63    |       |
| 29. Januar | Harry Hopkins                                 | US-amerikanischer Politiker | 55    |       |
| 29. Januar | Robert G. Houston                             | US-amerikanischer Politiker | 78    |       |
| 29. Januar | Sidney Jones                                  | englischer Komponist | 84    |       |
| 29. Januar | Bolesława Maria Lament                        | polnische Ordensschwester, Selige | 83    |       |
| 29. Januar | Alfred Olscher                                | deutscher Jurist und Ministerialbeamter | 58    |       |
| 29. Januar | Hans Petersen                                 | deutscher Anatom | 60    |       |
| 29. Januar | Fritz-Georg von Rappard                       | deutscher Generalleutnant im Zweiten Weltkrieg                                                                                             | 53    |       |
| 29. Januar | Robin Schall-Emden                            | deutscher Marineoffizier, zuletzt Vizeadmiral im Zweiten Weltkrieg                                                                         | 52    |       |
| 29. Januar | Paul Scheer                                   | deutscher Polizeioffizier, zuletzt Generalleutnant der Polizei und SS-Gruppenführer im Zweiten Weltkrieg                                   | 56    |       |
| 29. Januar | Heinrich Werner                               | deutscher Tropenmediziner und Sanitätsoffizier                                                                                             | 71    |       |
| 30. Januar | Paul Blumberger                               | Reichsgerichtsrat | 66    |       |
| 30. Januar | Oskar von Boenigk                             | deutscher Jagdflieger, Generalmajor der Luftwaffe                                                                                          | 52    |       |
| 30. Januar | Gottfried von Erdmannsdorff                   | deutscher Generalmajor im Zweiten Weltkrieg                                                                                                | 52    |       |
| 30. Januar | Carl Gröpler                                  | deutscher Henker | 77    |       |
| 30. Januar | Eberhard Herf                                 | deutscher Militär und Polizist | 58    |       |
| 30. Januar | Maryse Hilsz                                  | französische Pilotin und Flugpionierin | 44    |       |
| 30. Januar | Kawakami Hajime                               | japanischer Wirtschaftswissenschaftler | 66    |       |
| 30. Januar | Karl Lüllig                                   | Oberbürgermeister von Schwäbisch Gmünd | 68    |       |
| 30. Januar | Johann-Georg Richert                          | deutscher Offizier, zuletzt Generalleutnant im Zweiten Weltkrieg                                                                           | 55    |       |
| 30. Januar | Albin Schweri                                 | Schweizer Maler, Glasmaler, Mosaizist und Grafiker                                                                                         | 60    |       |
| 31. Januar | Pietro Boetto                                 | italienischer Geistlicher, Erzbischof von Genua und Kardinal der römisch-katholischen Kirche                                               | 74    |       |
| 31. Januar | Kurt von dem Borne                            | deutscher Marineoffizier, zuletzt Vizeadmiral                                                                                              | 60    |       |
| 31. Januar | Franz Christophe                              | deutscher Zeichner und Illustrator | 70    |       |
| 31. Januar | Alois Dienstleder                             | österreichischer Politiker (CS, ÖVP), Mitglied des Bundesrates                                                                             | 60    |       |
| 31. Januar | Bruno Duday                                   | deutscher Filmproduzent | 65    |       |
| 31. Januar | Alfred Helberger                              | deutscher Maler | 74    |       |
| 31. Januar | Hans Loritz                                   | deutscher SS-Führer, Lagerkommandant mehrerer Konzentrationslager                                                                          | 50    |       |
| 31. Januar | Luis Orgaz Yoldi                              | Alto Comisario de España en Marruecos | 64    |       |
| 31. Januar | Václav Radimský                               | tschechischer Maler | 78    |       |
| 31. Januar | Ernst von Windheim                            | preußischer Verwaltungsjurist und Landrat                                                                                                  | 54    |       |
| 31. Januar | Oskar Wöhrle                                  | deutscher Schriftsteller | 56    |       |
|            | Margarete Adam                                | deutsche Philosophin und Hochschullehrerin                                                                                                 | 60    |       |
|            | Johann Klima                                  | österreichischer Fußballspieler | 45    |       |

## Februar
| Tag         | Name                              | Beruf, bekannt als | Alter | Beleg |
| ----------- | --------------------------------- | --- | ----- | ----- |
| 1. Februar  | Hans Bethge                       | deutscher Dichter | 70    |       |
| 1. Februar  | Eugène Choisel                    | französischer Hürdenläufer und Weitspringer                                                                                  | 64    |       |
| 1. Februar  | Paul Gennrich                     | protestantischer Geistlicher                                                                                                 | 80    |       |
| 1. Februar  | Alfred Kalähne                    | deutscher Physiker | 71    |       |
| 1. Februar  | Karl Klingemann                   | deutscher evangelischer Geistlicher und Generalsuperintendent der Rheinprovinz (1913–1928)                                   | 86    |       |
| 1. Februar  | Karl Koller                       | Schweizer Architekt | 72    |       |
| 1. Februar  | Eduard von Saß                    | deutscher Oberst im Zweiten Weltkrieg                                                                                        | 45    |       |
| 1. Februar  | Josef Schefbeck                   | deutscher Politiker (Zentrum), MdR                                                                                           | 86    |       |
| 2. Februar  | John Michael Diack                | schottischer Musikverleger, Komponist und Vokalpädagoge                                                                      | 76    |       |
| 2. Februar  | Rondo Hatton                      | US-amerikanischer Filmschauspieler und Journalist                                                                            | 51    |       |
| 2. Februar  | Heinrich Jalowetz                 | österreichischer Dirigent und Komponist                                                                                      | 63    |       |
| 2. Februar  | Gustav Richter                    | österreichischer Politiker (DnP), Abgeordneter zum Nationalrat                                                               | 88    |       |
| 2. Februar  | Paul Segers                       | belgischer Politiker | 75    |       |
| 2. Februar  | Curt von Ulrich                   | deutscher Politiker (NSDAP), MdR, Oberpräsident der preußischen Provinz Sachsen                                              | 69    |       |
| 2. Februar  | Eberhard Vischer                  | schweizerischer evangelisch-reformierter Theologe                                                                            | 80    |       |
| 2. Februar  | Jack White                        | britischer Offizier, Gewerkschafter und Gründer der Irish Citizens Army                                                      | 66    |       |
| 3. Februar  | Karl Theodor Eichler              | deutscher Porzellanmodelleur und Bildhauer                                                                                   | 77    |       |
| 3. Februar  | Stanley Smyth Flower              | britischer Armeeoffizier, Kolonialverwalter, Wissenschaftlicher Berater, Zoologe und Naturschützer                           | 74    |       |
| 3. Februar  | Karl Hense                        | deutscher Gewerkschaftsvorsitzender, Politiker (SPD), MdHB und Hamburger Senator                                             | 75    |       |
| 3. Februar  | Friedrich Jeckeln                 | deutscher Politiker (NSDAP), MdR, General der Waffen-SS, Täter des Holocaust, Kriegsverbrecher                               | 51    |       |
| 3. Februar  | Victor Loret                      | französischer Ägyptologe | 86    |       |
| 3. Februar  | Edward Phillips Oppenheim         | englischer Schriftsteller | 79    |       |
| 3. Februar  | Nikolaus Schlam                   | österreichischer Politiker (DNSAP), Landtagsabgeordneter in Salzburg                                                         | 60    |       |
| 3. Februar  | Paul Tiede                        | deutscher General der Infanterie                                                                                             | 87    |       |
| 3. Februar  | Oscar Youngdahl                   | US-amerikanischer Politiker                                                                                                  | 52    |       |
| 3. Februar  | Carl Theodor Zahle                | dänischer Jurist und Politiker (Det Radikale Venstre), Mitglied des Folketing, Ministerpräsident                             | 80    |       |
| 4. Februar  | Herbert Baker                     | britischer Architekt und Stadtplaner                                                                                         | 83    |       |
| 4. Februar  | Friederike de Beauclair           | deutsche Malerin | 63    |       |
| 4. Februar  | Wilhelm Böhmert                   | deutscher Politiker (Freisinnige Volkspartei, Fortschrittliche Volkspartei, DDP), MdBB                                       | 79    |       |
| 4. Februar  | Margarete Boie                    | deutsche Schriftstellerin | 65    |       |
| 4. Februar  | James Alphege Brewer              | britischer Künstler | 64    |       |
| 4. Februar  | Félicien Cattier                  | belgischer Jurist | 76    |       |
| 4. Februar  | John Charteris                    | britischer Brigadier-General und MP                                                                                          | 69    |       |
| 4. Februar  | Erich Flatau                      | deutscher Kommunalpolitiker und Gewerkschafter                                                                               | 66    |       |
| 4. Februar  | Milan Nedić                       | serbischer Militärangehöriger und Politiker                                                                                  | 67    |       |
| 4. Februar  | Otto zu Rantzau                   | deutscher Jurist, Ministerialbeamter und Polizeipräsident                                                                    | 57    |       |
| 4. Februar  | Wilhelm Reetz                     | deutscher Maler und Journalist                                                                                               | 58    |       |
| 4. Februar  | Heinz Tovote                      | deutscher Schriftsteller | 81    |       |
| 5. Februar  | George Arliss                     | britischer Schauspieler | 77    |       |
| 5. Februar  | Bernd von Arnim                   | deutscher Slawist | 46    |       |
| 5. Februar  | Ljubow Issaakowna Axelrod         | russische Revolutionärin und Philosophin                                                                                     |       |       |
| 5. Februar  | Fritz Curschmann                  | deutscher Historiker und Geograph                                                                                            | 71    |       |
| 5. Februar  | Jack Herbert Driberg              | britischer Anthropologe | 57    |       |
| 6. Februar  | Justus D. Barnes                  | US-amerikanischer Stummfilmschauspieler                                                                                      | 83    |       |
| 6. Februar  | Eduard Behm                       | deutscher Pianist und Komponist                                                                                              | 83    |       |
| 6. Februar  | George Blake                      | australischer Mittel- und Langstreckenläufer                                                                                 | 67    |       |
| 6. Februar  | Gustav Böß                        | Oberbürgermeister von Berlin                                                                                                 | 72    |       |
| 6. Februar  | Hugo Haberfeld                    | österreichischer Galerist | 70    |       |
| 6. Februar  | Alfred Haensch                    | deutscher Porträt- und Landschaftsmaler                                                                                      | 66    |       |
| 6. Februar  | Oswald Kabasta                    | österreichischer Dirigent und Komponist                                                                                      | 49    |       |
| 6. Februar  | Carl Pfeiffer                     | deutscher Landwirtschaftsrat und Önologe                                                                                     | 73    |       |
| 6. Februar  | Karl August Friedrich Samwer      | deutscher Jurist und Versicherungsdirektor                                                                                   | 84    |       |
| 6. Februar  | Richard Scholz                    | deutscher Historiker | 74    |       |
| 6. Februar  | Gustav Wiethüchter                | deutscher Künstler, Maler, Grafiker und Medailleur                                                                           | 72    |       |
| 7. Februar  | Karl Kalbfleisch                  | deutscher Klassischer Philologe                                                                                              | 77    |       |
| 7. Februar  | Alfred Overmann                   | deutscher Historiker und Direktor des Stadtarchivs Erfurt                                                                    | 79    |       |
| 7. Februar  | Antonia Pilars de Pilar           | Hofdame in Mecklenburg-Schwerin                                                                                              | 73    |       |
| 7. Februar  | Willy Tänzer                      | deutscher Fußballspieler | 56    |       |
| 7. Februar  | Wilhelm Traupel                   | deutscher Manager, SS-Führer und Nationalsozialist                                                                           | 54    |       |
| 7. Februar  | Heinrich Wolff                    | deutscher Diplomat, Generalkonsul von Jerusalem (1932–1935)                                                                  | 64    |       |
| 7. Februar  | Rudolf Zwintscher                 | deutscher Pianist und Musikpädagoge                                                                                          | 74    |       |
| 8. Februar  | Hans von der Gabelentz            | deutscher Kunsthistoriker, Museumsdirektor und Schriftsteller                                                                | 73    |       |
| 8. Februar  | Edwin Francis Gay                 | US-amerikanischer Wirtschaftswissenschaftler                                                                                 | 78    |       |
| 8. Februar  | Hans Hecht                        | deutscher Sprachwissenschaftler und Anglist                                                                                  | 69    |       |
| 8. Februar  | Felix Hoffmann                    | deutscher Chemiker | 78    |       |
| 8. Februar  | Miles Mander                      | britischer Schauspieler, Filmregisseur, Drehbuchautor und Filmproduzent                                                      | 57    |       |
| 8. Februar  | Vera Schalburg                    | deutsche Agentin | 38    |       |
| 8. Februar  | Antanas Tumėnas                   | litauischer Jurist und Politiker                                                                                             | 65    |       |
| 9. Februar  | Arnold Arakas                     | estnischer Fußballspieler | 38    |       |
| 9. Februar  | Robert Burg                       | deutscher Opernsänger (Bariton) und Kammersänger                                                                             | 55    |       |
| 9. Februar  | Karl Glockner                     | deutscher Jurist und Politiker (NLP, DDP), MdL                                                                               | 84    |       |
| 9. Februar  | Theodor Hopfner                   | österreichischer Klassischer Philologe und Religionswissenschaftler                                                          | 59    |       |
| 9. Februar  | Júlio Prestes                     | brasilianischer Präsident und Politiker                                                                                      | 63    |       |
| 9. Februar  | Theodor Reinhart                  | Kreisrdirektor im Großherzogtum Hessen                                                                                       | 73    |       |
| 9. Februar  | Karl von Restorff                 | deutscher Konteradmiral der Kaiserlichen Marine                                                                              | 74    |       |
| 9. Februar  | Willy Tischbein                   | deutscher Radrennfahrer und Industriemanager                                                                                 | 74    |       |
| 10. Februar | Eduard Fresenius                  | deutscher Apotheker und Unternehmer                                                                                          | 71    |       |
| 10. Februar | Alfred Leicht                     | deutscher Philologe, Realgymnasiallehrer und Heimatforscher                                                                  | 84    |       |
| 11. Februar | John Langalibalele Dube           | südafrikanischer Theologe und Politiker                                                                                      | 75    |       |
| 11. Februar | Paul Jonas Meier                  | deutscher Kunsthistoriker und Museumsleiter                                                                                  | 89    |       |
| 11. Februar | Louis Rutten                      | niederländischer Geologe und Paläontologe                                                                                    | 56    |       |
| 11. Februar | Charlotte Schultz                 | deutsche Schauspielerin und Bühnenautorin                                                                                    | 46    |       |
| 12. Februar | Grace Marguerite Hay Drummond-Hay | britische Journalistin, erste Frau, die in einem Luftschiff die Erde umrundete                                               | 50    |       |
| 12. Februar | David Gordon                      | australischer Politiker, Mitglied des Australischen Repräsentantenhauses, Präsident des South Australian Legislative Council | 80    |       |
| 12. Februar | Adolf Lorenz                      | österreichischer Orthopäde                                                                                                   | 91    |       |
| 12. Februar | Ernst von Niebelschütz            | deutscher Kunsthistoriker, Redakteur und Schriftsteller                                                                      | 66    |       |
| 12. Februar | Reinhold Schaad                   | deutscher Cellist, Komponist und Dichter                                                                                     | 61    |       |
| 12. Februar | Erwein von Thun und Hohenstein    | österreichischer Offizier des Nachrichtendienstes                                                                            | 49    |       |
| 12. Februar | Max Wiessner                      | deutscher Zeitungsverleger                                                                                                   | 60    |       |
| 13. Februar | Emil Cauer der Jüngere            | deutscher Bildhauer | 78    |       |
| 13. Februar | Marie Henriette Chotek            | tschechische Rosenzüchterin                                                                                                  | 82    |       |
| 13. Februar | Robert H. Coleman                 | US-amerikanischer Herausgeber von baptistischen Liederbüchern                                                                | 76    |       |
| 13. Februar | Erich Lüdke                       | deutscher Offizier, zuletzt General der Infanterie im Zweiten Weltkrieg                                                      | 63    |       |
| 13. Februar | Siegfried Taubert                 | deutscher SS-Obergruppenführer, General der Waffen-SS und Burghauptmann der Wewelsburg                                       | 65    |       |
| 13. Februar | Johan Throne-Holst                | norwegischer Industrieller und Politiker der Frisinnede Venstre                                                              | 78    |       |
| 13. Februar | Petrus Vertenten                  | belgischer Missionar | 61    |       |
| 14. Februar | Gustav Hartung                    | deutscher Theaterleiter und Regisseur                                                                                        | 59    |       |
| 14. Februar | Johannes Franziskus Klomp         | deutscher Architekt | 81    |       |
| 14. Februar | Johannes Müller                   | deutscher Nationalökonom und Statistiker                                                                                     | 56    |       |
| 14. Februar | Hans Nickel                       | deutscher Ruderer | 38    |       |
| 15. Februar | Adalbert Beck                     | deutscher Politiker (Zentrum), MdR                                                                                           | 82    |       |
| 15. Februar | Maliq Bushati                     | albanischer Beamter und Politiker                                                                                            | 66    |       |
| 15. Februar | Putney Dandridge                  | US-amerikanischer Jazzpianist und Sänger                                                                                     | 44    |       |
| 15. Februar | Cornelius Johnson                 | US-amerikanischer Hochspringer und Olympiasieger                                                                             | 32    |       |
| 15. Februar | Hugo Luschin                      | deutscher Reichsgerichtsrat                                                                                                  | 67    |       |
| 15. Februar | Eugen Reiche                      | deutscher Posaunist und Komponist der Spätromantik                                                                           | 67    |       |
| 15. Februar | Hans Woldemar Schack              | deutscher Botaniker, Jurist und Politiker                                                                                    | 67    |       |
| 15. Februar | Eugen Steinel                     | deutscher Jurist und Politiker (DVP), MdL                                                                                    | 66    |       |
| 16. Februar | Georg Beer                        | deutscher Theologe | 80    |       |
| 16. Februar | Ernst Berl                        | österreichischer Chemiker | 68    |       |
| 16. Februar | Carlos de Candamo                 | peruanischer Diplomat und Sportler                                                                                           | 75    |       |
| 16. Februar | Franz Pflugradt                   | deutscher Landschaftsmaler                                                                                                   | 85    |       |
| 16. Februar | Peter Robens                      | deutscher Leichtathlet | 34    |       |
| 16. Februar | Giulio Rodinò                     | italienischer Politiker, Abgeordneter und Minister                                                                           | 71    |       |
| 16. Februar | Edgar Syers                       | britischer Eiskunstläufer | 82    |       |
| 16. Februar | Jewgeni Franzewitsch Witatschek   | tschechisch-russischer Geigenbauer                                                                                           | 65    |       |
| 17. Februar | Benjamin I.                       | Patriarch von Konstantinopel                                                                                                 | 75    |       |
| 17. Februar | Dorothy Gibson                    | US-amerikanische Stummfilmdarstellerin                                                                                       | 56    |       |
| 17. Februar | Jutta von Mecklenburg-Strelitz    | Mitglied des herzoglichen Hauses Mecklenburg-Strelitz, durch Heirat Kronprinzessin von Montenegro                            | 66    |       |
| 17. Februar | Todor Lukanow                     | bulgarischer Politiker | 71    |       |
| 17. Februar | Burkhard Meier                    | deutscher Kunsthistoriker und Verleger                                                                                       | 60    |       |
| 17. Februar | Rudolph Schevill                  | US-amerikanischer Romanist und Hispanist deutscher Abstammung                                                                | 71    |       |
| 17. Februar | Jan Stapiński                     | polnischer Journalist und Politiker                                                                                          | 78    |       |
| 18. Februar | Fred Auckenthaler                 | Schweizer Eishockeyspieler                                                                                                   | 46    |       |
| 18. Februar | Anna Hottner-Grefe                | österreichische Schriftstellerin                                                                                             | 78    |       |
| 18. Februar | Friedrich Jaksch                  | sudetendeutscher Schriftsteller                                                                                              | 51    |       |
| 18. Februar | Walther Köhler                    | deutscher evangelischer Theologe und Kirchenhistoriker                                                                       | 75    |       |
| 18. Februar | Fritz Ohlhof                      | deutscher sozialistischer Politiker und Gewerkschafter                                                                       | 56    |       |
| 18. Februar | Adrien Tixier                     | französischer Politiker, Mitglied der Nationalversammlung und Minister                                                       | 53    |       |
| 18. Februar | Theodor Veidl                     | tschechoslowakischer Komponist                                                                                               | 60    |       |
| 18. Februar | Rudolf von Xylander               | deutscher Generalmajor und Militärschriftsteller                                                                             | 73    |       |
| 19. Februar | Rafael Erich                      | finnischer Jurist, Diplomat und Politiker, Mitglied des Reichstags                                                           | 66    |       |
| 19. Februar | Michele De Franchis               | italienischer Mathematiker                                                                                                   | 70    |       |
| 19. Februar | Siegfried Haenicke                | deutscher Offizier, zuletzt General der Infanterie im Zweiten Weltkrieg                                                      | 67    |       |
| 19. Februar | Max Haitinger                     | österreichischer Mikroskopiker                                                                                               | 77    |       |
| 19. Februar | Anton Franz Hölzl                 | österreichischer Politiker (SdP), Abgeordneter zum Nationalrat                                                               | 71    |       |
| 19. Februar | Esther von Kirchbach              | deutsche Publizistin und Pfarrfrau                                                                                           | 51    |       |
| 19. Februar | Moritz Erwin von Lempruch         | österreichisch-ungarischer Oberst und Ingenieur                                                                              | 74    |       |
| 19. Februar | Heinrich Niehoff                  | deutscher Polizei-, Luftwaffen- und Heeresoffizier                                                                           | 63    |       |
| 19. Februar | Jack Sullivan                     | US-amerikanischer Regieassistent                                                                                             | 52    |       |
| 20. Februar | Friedrich Georg Berni             | deutscher Nationalsozialist                                                                                                  | 45    |       |
| 20. Februar | Viktor Böttcher                   | deutscher Verwaltungsjurist und nationalsozialistischer Politiker                                                            | 65    |       |
| 20. Februar | Friedrich Ernst Krukenberg        | deutscher Augenarzt | 74    |       |
| 20. Februar | James Spence                      | britischer Segler | 70    |       |
| 21. Februar | Gerhard Dammann                   | deutscher Schauspieler | 62    |       |
| 21. Februar | Arthur Dannenberg                 | deutscher Geologe | 80    |       |
| 21. Februar | Popke Fegter                      | Unternehmer in Norden sowie Gründungsmitglied und langjähriger Vorsitzender des Entwässerungsverbandes                       | 72    |       |
| 21. Februar | Howard Ferguson                   | kanadischer Politiker und 9. Premierminister von Ontario                                                                     | 75    |       |
| 21. Februar | Rudolf Jacobs                     | deutscher Architekt | 66    |       |
| 21. Februar | Karl Lohmann                      | deutscher Politiker (DNVP), MdR                                                                                              | 79    |       |
| 21. Februar | Ferdinand Siegert                 | deutscher Kinderarzt | 80    |       |
| 22. Februar | Karl Brügman                      | preußischer Verwaltungsbeamter und Landrat                                                                                   | 79    |       |
| 22. Februar | Samuel E. Cook                    | US-amerikanischer Politiker                                                                                                  | 85    |       |
| 22. Februar | André Jolles                      | niederländisch-deutscher Kunsthistoriker, Literatur- und Sprachwissenschaftler                                               | 71    |       |
| 22. Februar | Bernhard Kühl                     | deutscher General der Flieger                                                                                                | 59    |       |
| 22. Februar | Theodor Ludwig Karl Krieghoff     | deutscher Musiker und Komponist                                                                                              | 66    |       |
| 22. Februar | Jean Luchaire                     | französischer Journalist und Zeitungsverleger                                                                                | 44    |       |
| 22. Februar | Georg Schmidt                     | deutscher Politiker (SPD), MdR                                                                                               | 70    |       |
| 22. Februar | Erich Unverfähr                   | deutscher Jurist und Politiker                                                                                               | 60    |       |
| 22. Februar | Wilhelm von Waldthausen           | deutscher Jurist, Bankier und Politiker (DNVP), MdL                                                                          | 73    |       |
| 23. Februar | Johann Brussig                    | deutscher Komponist und Gründer eines Notenverlages                                                                          | 78    |       |
| 23. Februar | Wladimir Petrowitsch Potjomkin    | sowjetischer Pädagoge und Diplomat                                                                                           | 71    |       |
| 23. Februar | Willi Völker                      | deutscher Fußballspieler | 39    |       |
| 23. Februar | Riley J. Wilson                   | US-amerikanischer Politiker                                                                                                  | 74    |       |
| 23. Februar | Yamashita Tomoyuki                | japanischer General | 60    |       |
| 24. Februar | Hugh Allen                        | britischer Dirigent, Organist und Musikpädagoge                                                                              | 76    |       |
| 24. Februar | Hansi Andry                       | österreichische Schriftstellerin                                                                                             | 81    |       |
| 24. Februar | John Hemming Fry                  | amerikanischer Maler | 93    |       |
| 24. Februar | Alfred Henke                      | deutscher Politiker (SPD, USPD), MdBB, MdR                                                                                   | 77    |       |
| 24. Februar | Hermann von Hodenberg             | deutscher Rittergutsbesitzer und Politiker (DHP), MdR                                                                        | 84    |       |
| 24. Februar | Jakob Horn                        | deutscher Mathematiker | 79    |       |
| 24. Februar | René Le Bègue                     | französischer Automobilrennfahrer                                                                                            | 32    |       |
| 24. Februar | Heinrich XXXIX. Reuß zu Köstritz  | deutscher Adliger | 54    |       |
| 24. Februar | Carlos Ruz                        | chilenischer Fußballspieler                                                                                                  | 22/23 |       |
| 24. Februar | J. Buell Snyder                   | US-amerikanischer Politiker                                                                                                  | 68    |       |
| 25. Februar | Elise Konstantin-Hansen           | dänische Malerin | 87    |       |
| 25. Februar | René Le Grevès                    | französischer Radsportler | 35    |       |
| 25. Februar | Max Ritter                        | Schweizer Bauingenieur | 61    |       |
| 25. Februar | Richard Schlemmer                 | deutscher Schriftsteller | 52    |       |
| 25. Februar | Rudolf Zilkens                    | deutscher Schriftsteller, politischer Werberedner und NSDAP-Funktionär                                                       | 46    |       |
| 26. Februar | Bartold Asendorpf                 | deutscher Maler und Grafiker                                                                                                 | 57    |       |
| 26. Februar | Paul Baumgarten                   | deutscher Architekt | 72    |       |
| 26. Februar | Frank Crowe                       | US-amerikanischer Ingenieur, Chefingenieur und Oberbauleiter bei dem Hoover Dam                                              | 63    |       |
| 26. Februar | Reginald Engelbach                | britischer Ägyptologe | 57    |       |
| 26. Februar | Ewald Geißler                     | deutscher Germanist, Rhetoriker                                                                                              | 66    |       |
| 26. Februar | Guido Hartmann                    | deutscher Schriftsteller und Historiker                                                                                      | 69    |       |
| 26. Februar | Jakob Melchinger                  | Landwirt, MdL (Württemberg)                                                                                                  | 78    |       |
| 26. Februar | Miguel Gaspar Monconill y Viladot | spanischer römisch-katholischer Ordensgeistlicher, Apostolischer Vikar von Caquetá                                           | 54    |       |
| 26. Februar | Willie Orr                        | schottischer Fußballspieler und -trainer                                                                                     | 72    |       |
| 26. Februar | Emil Voigt                        | US-amerikanischer Turner | 66    |       |
| 27. Februar | Hans Latt                         | deutscher Bildhauer | 86    |       |
| 27. Februar | Franc Palme                       | jugoslawischer Skispringer                                                                                                   | 31    |       |
| 27. Februar | James Parke                       | irischer Tennisspieler | 64    |       |
| 27. Februar | Waldemar Petersen                 | deutscher Ingenieur, Manager                                                                                                 | 65    |       |
| 27. Februar | Erich Seuberlich                  | deutsch-baltischer Genealoge                                                                                                 | 64    |       |
| 27. Februar | Ralph Stockman                    | schottischer Mediziner und Pharmakologe                                                                                      | 84    |       |
| 27. Februar | Marie Villinger                   | Schweizer Gewerkschafterin                                                                                                   | 85    |       |
| 27. Februar | Harry Edwin Wood                  | südafrikanischer Astronom | 65    |       |
| 28. Februar | Eriks Ādamsons                    | lettischer Schriftsteller | 38    |       |
| 28. Februar | Wladimir Iwanowitsch Belski       | russischer Librettist |       |       |
| 28. Februar | Hans Bertuch                      | preußischer Verwaltungsjurist und Landrat                                                                                    | 65    |       |
| 28. Februar | Karl Böchel                       | sozialdemokratischer Widerstandskämpfer und Mitbegründer des Arbeitskreises revolutionärer Sozialisten (RSD)                 | 61    |       |
| 28. Februar | John Stanley Gardiner             | britischer Zoologe | 74    |       |
| 28. Februar | Fritz Hermann Gläser              | deutscher Schriftsteller | 49    |       |
| 28. Februar | Béla Imrédy                       | ungarischer Politiker | 54    |       |
| 28. Februar | Friedrich Jungblut                | deutscher Generalarzt | 69    |       |
| 28. Februar | Josef Sablatnig                   | österreichischer Pionier der Luftfahrt, des Flugzeugbaues und Luftverkehrs                                                   | 60    |       |
| 28. Februar | Giuseppe Salvago Raggi            | italienischer Diplomat und Politiker                                                                                         | 79    |       |
| 28. Februar | Gerhard Tolzien                   | lutherischer Theologe, Volksmissionar und Landesbischof von Mecklenburg-Strelitz                                             | 76    |       |
|             | Cristóvão de Castro Barcelos      | brasilianischer Generalmajor                                                                                                 | 62    |       |
|             | Herbert von Conrad                | deutscher Verwaltungsbeamter und Rittergutsbesitzer                                                                          | 65    |       |
|             | Otto Faist                        | deutscher Leichtathlet und Fußballtrainer                                                                                    | 42    |       |
|             | Friedrich Wilhelm Krzywanek       | deutscher Veterinärphysiologe                                                                                                | 49    |       |

## März
| Tag      | Name                                            | Beruf, bekannt als                                                                                                | Alter | Beleg |
| -------- | ----------------------------------------------- | --- | ----- | ----- |
| 1. März  | Lili Pollatz                                    | deutsche Reformpädagogin, Übersetzerin und Mitglied der deutschen Jahresversammlung der Quäker                    | 62    |       |
| 1. März  | Viktor zu Wied                                  | deutscher Diplomat                                                                                                | 68    |       |
| 1. März  | Hilde Wolter                                    | deutsche Stummfilmschauspielerin                                                                                  | 47    |       |
| 2. März  | Bernhard Elias Baumgartner                      | Schweizer Politiker (FDP)                                                                                         | 71    |       |
| 2. März  | Hermann Billing                                 | deutscher Architekt, Designer und Hochschullehrer                                                                 | 79    |       |
| 2. März  | Leo Brandenburg                                 | deutscher Reichsgerichtsrat                                                                                       | 50    |       |
| 2. März  | Jean Choux                                      | Schweizer Filmregisseur und Drehbuchautor                                                                         | 58    |       |
| 2. März  | Ewtim Dabew                                     | bulgarischer Journalist und Politiker                                                                             | 81    |       |
| 2. März  | August von Hoop                                 | tschechoslowakischer Journalist                                                                                   | 46    |       |
| 2. März  | Carl Rudolf Poensgen                            | Königlich Preußischer Kommerzienrat                                                                               | 82    |       |
| 2. März  | Werner Schulze                                  | deutscher Reichsgerichtsrat                                                                                       | 63    |       |
| 3. März  | Telésforo Báez                                  | chilenischer Fußballspieler                                                                                       | 48    |       |
| 3. März  | León Cortés Castro                              | costa-ricanischer Politiker                                                                                       | 63    |       |
| 3. März  | Augustus Edward Dixon                           | irischer Chemiker                                                                                                 |       |       |
| 3. März  | Arthur Eulert                                   | deutscher Architekt, Maler und Radierer                                                                           | 55    |       |
| 3. März  | Walter Fröbe                                    | deutscher Lehrer und Heimatforscher                                                                               | 57    |       |
| 3. März  | Pauline Iselin                                  | US-amerikanische Golferin                                                                                         | 69    |       |
| 3. März  | Walter Magnussen                                | deutscher Landschaftsmaler, Keramiker und Hochschullehrer                                                         | 76    |       |
| 3. März  | Logan Pearsall Smith                            | britisch-US-amerikanischer Schriftsteller, Aphoristiker und Literaturkritiker                                     | 80    |       |
| 4. März  | Max Eugen Domarus                               | deutscher Archivar und Direktor des Staatsarchivs Wiesbaden (1921–1931)                                           | 79    |       |
| 4. März  | Giovanni Fausti                                 | italienischer Jesuitenpater und Märtyrer                                                                          | 46    |       |
| 4. März  | Gjelosh Lulashi                                 | albanischer Offizier, katholischer Märtyrer                                                                       | 20    |       |
| 4. März  | Qerim Sadiku                                    | albanischer Märtyrer                                                                                              | 27    |       |
| 4. März  | Charles Waldron                                 | US-amerikanischer Schauspieler                                                                                    | 71    |       |
| 5. März  | Hugo Breitner                                   | österreichischer Finanzpolitiker (SDAP), Mitglied des Bundesrates                                                 | 72    |       |
| 5. März  | Allen M. Davey                                  | US-amerikanischer Kameramann                                                                                      | 51    |       |
| 5. März  | Wilhelm Fassbinder                              | deutscher Opernsänger (Bassbariton)                                                                               | 58    |       |
| 5. März  | Gustav Heller                                   | deutscher Chemiker und Hochschullehrer an der Universität Leipzig                                                 | 79    |       |
| 5. März  | Gerda von der Osten                             | deutsche Theater- und Filmschauspielerin                                                                          | 41    |       |
| 5. März  | Dieprand von Richthofen                         | deutscher Reichsgerichtsrat                                                                                       | 70    |       |
| 5. März  | Alexander Rothaug                               | österreichischer Maler und Illustrator                                                                            | 75    |       |
| 5. März  | Eugène Sartory                                  | französischer Streichinstrumenten-Bogenbauer                                                                      | 74    |       |
| 6. März  | Antonio Caso                                    | mexikanischer Schriftsteller und Philosoph                                                                        | 62    |       |
| 6. März  | Robert Grötzsch                                 | deutscher Schriftsteller, Journalist und Dichter                                                                  | 63    |       |
| 6. März  | Traugott von Heintze                            | deutscher Verwaltungs- und Kirchenjurist                                                                          | 68    |       |
| 6. März  | David Herzog                                    | Landesrabbiner für Steiermark und Kärnten                                                                         | 76    |       |
| 6. März  | Walter Kohlhammer                               | deutscher Verleger                                                                                                | 67    |       |
| 6. März  | Wilhelm Kurth                                   | deutscher Politiker (SPD) und Oberbürgermeister von Koblenz                                                       | 52    |       |
| 6. März  | Julius Rolffs                                   | Architekt | 77    |       |
| 6. März  | Helmut Tanzmann                                 | deutscher Jurist, SS-Führer und Regierungsrat beim SD                                                             | 39    |       |
| 6. März  | Ernst Wendt                                     | deutscher Regisseur, Drehbuchautor und Schauspieler bei Bühne und Film                                            | 69    |       |
| 6. März  | William Henry Wills                             | US-amerikanischer Politiker                                                                                       | 63    |       |
| 6. März  | Hans Winterstein                                | deutscher Architekt, kommunaler Baubeamter und Hochschullehrer                                                    | 81    |       |
| 7. März  | Hendrik Adamson                                 | estnischer Dichter und Esperantist                                                                                | 54    |       |
| 7. März  | Günther Lutz                                    | deutscher Nationalsozialist und Dozent für Philosophie an der Universität Greifswald                              | 35    |       |
| 7. März  | Harold C. McGugin                               | US-amerikanischer Politiker                                                                                       | 52    |       |
| 7. März  | Fritz Nicolai                                   | deutscher Wasserspringer                                                                                          | 67    |       |
| 7. März  | Ernst Nowack                                    | österreichischer Geologe                                                                                          | 54    |       |
| 7. März  | Max Oehler                                      | deutscher Offizier und Archivar                                                                                   | 70    |       |
| 7. März  | Otto Wuth                                       | deutscher Psychiater                                                                                              | 60    |       |
| 8. März  | Nobutsugu Koenuma                               | japanischer Arzt in Deutschland                                                                                   | 37    |       |
| 8. März  | Frederick W. Lanchester                         | britischer Forscher, Ingenieur und Unternehmer                                                                    | 77    |       |
| 9. März  | Karl Brandi                                     | deutscher Historiker                                                                                              | 77    |       |
| 9. März  | Martha Brautzsch                                | deutsche KPD-Funktionärin                                                                                         | 38    |       |
| 9. März  | John Joseph Glennon                             | irischer Geistlicher, Erzbischof von St. Louis und Kardinal der römisch-katholischen Kirche                       | 83    |       |
| 9. März  | Paul Kammüller                                  | deutscher Gebrauchsgrafiker, Öl- und Aquarellmaler, Illustrator und Lehrbeauftragter in Basel                     | 61    |       |
| 9. März  | Rudolf Meerwarth                                | deutscher Nationalökonom, Statistiker und Professor an der Universität Leipzig                                    | 62    |       |
| 9. März  | William Wain Prior                              | dänischer General und Oberbefehlshaber des Dänischen Heeres (1939–1941)                                           | 69    |       |
| 9. März  | Friedrich Wilhelm Richter                       | deutscher Verwaltungsbeamter und Politiker                                                                        | 67    |       |
| 9. März  | Frederick Charles Stahr                         | US-amerikanischer Wandmaler                                                                                       | 69    |       |
| 9. März  | Tom Jefferson Terral                            | US-amerikanischer Politiker, Gouverneur von Arkansas                                                              | 63    |       |
| 9. März  | Stefan Watew                                    | bulgarischer Mediziner und Anthropologe                                                                           | 80    |       |
| 10. März | Jean Durand                                     | französischer Regisseur                                                                                           | 63    |       |
| 10. März | Wilhelm Haehnelt                                | deutscher General der Flieger im Zweiten Weltkrieg                                                                | 70    |       |
| 10. März | Karl Haushofer                                  | deutscher Offizier, Geograph und Geopolitiker                                                                     | 76    |       |
| 10. März | Martha Haushofer                                | deutsche Schriftstellerin, Frauenrechtlerin und wissenschaftliche Mitarbeiterin des Geopolitikers Karl Haushofer  | 68    |       |
| 10. März | Harry H. Mason                                  | US-amerikanischer Politiker                                                                                       | 72    |       |
| 10. März | Carlo Senni                                     | italienischer Diplomat, Gesandter in Norwegen und Senator                                                         | 66    |       |
| 10. März | Karl Hans Strobl                                | österreichischer Schriftsteller                                                                                   | 69    |       |
| 11. März | Hermann Bernhard Braeuning                      | deutscher Internist und Tuberkuloseforscher                                                                       | 66    |       |
| 11. März | George Walter Caldwell                          | US-amerikanischer HNO-Arzt, Maler und Schriftsteller                                                              | 79    |       |
| 11. März | Ahmad Kasravi                                   | iranischer Linguist                                                                                               | 55    |       |
| 11. März | Carl Lindhagen                                  | schwedischer Politiker, Mitglied des Riksdag, Sozialist und Pazifist                                              | 85    |       |
| 11. März | August von Othegraven                           | deutscher Komponist und Musikpädagoge                                                                             | 81    |       |
| 12. März | Károly Beregfy                                  | ungarischer General, Politiker und Kriegsverbrecher                                                               | 58    |       |
| 12. März | John M. Evans                                   | US-amerikanischer Politiker                                                                                       | 83    |       |
| 12. März | József Gera                                     | ungarischer Politiker und NS-Kriegsverbrecher                                                                     | 49    |       |
| 12. März | Max Görcke                                      | deutscher Lehrer und Politiker (NLP), MdR                                                                         | 81    |       |
| 12. März | Else Gürleth-Hey                                | deutsche Blumen- und Porzellanmalerin, Dozentin und Privatlehrerin                                                | 76    |       |
| 12. März | Kurt Lüer                                       | deutscher Apotheker, Teer-Chemiker, Erfinder und Straßenbauer                                                     | 82    |       |
| 12. März | Philip Merivale                                 | britischer Theaterschauspieler                                                                                    | 59    |       |
| 12. März | Karl Mühlmann                                   | deutscher Maschinenbauingenieur                                                                                   | 72    |       |
| 12. März | Suzuki Bunji                                    | japanischer Politiker                                                                                             | 60    |       |
| 12. März | Hartmann Strohsacker                            | österreichischer Abt                                                                                              | 75    |       |
| 12. März | Ferenc Szálasi                                  | ungarischer faschistischer Parteiführer und Kriegsverbrecher                                                      | 49    |       |
| 12. März | Leonida Tonelli                                 | italienischer Mathematiker                                                                                        | 60    |       |
| 12. März | Gábor Vajna                                     | ungarischer Politiker und Nationalsozialist                                                                       | 54    |       |
| 13. März | Max Bernhauer                                   | österreichischer Entomologe (Koleopterologe)                                                                      | 79    |       |
| 13. März | Abraham Bredius                                 | niederländischer Kunsthistoriker und Museumsdirektor                                                              | 90    |       |
| 13. März | Marcel Bucard                                   | französischer Faschist                                                                                            | 50    |       |
| 13. März | Thomas Dunhill                                  | englischer Komponist                                                                                              | 69    |       |
| 13. März | Otto Hofner                                     | österreichischer Bildhauer und Medailleur                                                                         | 66    |       |
| 13. März | Felix Kopprasch                                 | deutscher Politiker (NSDAP), MdR                                                                                  | 54    |       |
| 13. März | Josef Snaga                                     | deutscher Kapellmeister und Komponist                                                                             | 74    |       |
| 13. März | Hans Peter Weszkalnys                           | deutscher Architekt                                                                                               | 78    |       |
| 13. März | Georg Winter                                    | deutscher Gynäkologe und Hochschullehrer                                                                          | 89    |       |
| 13. März | Wolfgang Zierhut                                | deutsch-böhmischer Politiker                                                                                      | 59    |       |
| 14. März | Werner von Blomberg                             | deutscher Offizier, Generalfeldmarschall der Wehrmacht; Reichswehrminister                                        | 67    |       |
| 14. März | Eugen Hemberg                                   | schwedischer Forstmann sowie Schriftsteller                                                                       | 100   |       |
| 14. März | Pantelis Karasevdas                             | griechischer Schießsportler                                                                                       |       |       |
| 14. März | Gustav Raute                                    | deutscher Politiker (SPD, USPD), MdR                                                                              | 86    |       |
| 14. März | Gustav Rohmer                                   | deutscher Jurist und Verwaltungsbeamter                                                                           | 77    |       |
| 14. März | José Saldías                                    | argentinischer Journalist und Schriftsteller                                                                      | 54    |       |
| 14. März | Hubert D. Stephens                              | US-amerikanischer Politiker (Demokratische Partei)                                                                | 70    |       |
| 14. März | Reg Thomas                                      | britischer Mittelstreckenläufer                                                                                   | 39    |       |
| 15. März | Max Bock                                        | deutscher Politiker (KPD), Arbeitsminister in Württemberg-Baden                                                   | 64    |       |
| 15. März | Walther Hörmann von Hörbach                     | österreichischer Kirchenrechtler                                                                                  | 80    |       |
| 15. März | August Kobus                                    | deutscher Offizier, Bürgermeister und Ortsgruppenleiter der NSDAP in Freilassing, hingerichteter Kriegsverbrecher | 45    |       |
| 15. März | Alexander Langsdorff                            | deutscher Archäologe und SS-Führer                                                                                | 47    |       |
| 15. März | Joseph Sak                                      | belgischer Ordenspriester und römisch-katholischer Bischof                                                        | 71    |       |
| 16. März | Max Blokzijl                                    | niederländischer Journalist und Autor                                                                             | 61    |       |
| 16. März | Hermann Jensen                                  | deutscher Arzt, Leiter der NS-Schwesternschaft, Beauftragter des Reichsärzteführers                               | 50    |       |
| 16. März | Heinrich Tammann                                | deutsch-baltischer Mediziner und Hochschullehrer                                                                  | 51    |       |
| 16. März | Wilhelm Trendelenburg                           | deutscher Physiologe                                                                                              | 68    |       |
| 17. März | Dai Li                                          | Chef der chinesischen Geheimpolizei                                                                               | 50    |       |
| 17. März | Fritz Goehrke                                   | deutscher Polizeibeamter                                                                                          |       |       |
| 17. März | William Merz                                    | US-amerikanischer Turner und Leichtathlet                                                                         | 67    |       |
| 17. März | Joseph de Pesquidoux                            | französischer Schriftsteller                                                                                      | 76    |       |
| 18. März | Jules Amiguet                                   | Schweizer evangelischer Geistlicher und Hochschullehrer                                                           | 79    |       |
| 18. März | Lionel Dunsterville                             | britischer Offizier, zuletzt Generalmajor im Ersten Weltkrieg                                                     | 80    |       |
| 18. März | Friedrich Wilhelm Meister                       | deutscher Verwaltungsjurist, Landrat, Ministerialbeamter und Richter                                              | 75    |       |
| 18. März | Sidney Dean Townley                             | US-amerikanischer Astronom und Seismologe                                                                         | 78    |       |
| 19. März | Davie Baird                                     | schottischer Fußballspieler                                                                                       | 77    |       |
| 19. März | Karel Buchtela                                  | tschechischer prähistorischer Archäologe                                                                          | 82    |       |
| 19. März | Catherine Carswell                              | schottische Autorin und Journalistin                                                                              | 66    |       |
| 19. März | Gábor Kemény                                    | ungarischer Politiker                                                                                             | 35    |       |
| 19. März | Matilde de la Torre                             | spanische Journalistin, Schriftstellerin, Erzieherin und sozialistische Politikerin                               | 62    |       |
| 19. März | Louis Vernet                                    | französischer Bogenschütze                                                                                        | 75    |       |
| 20. März | Amadeus William Grabau                          | deutsch-US-amerikanischer Paläontologe und Geologe                                                                | 76    |       |
| 20. März | Carl August Liner                               | schweizerischer Maler                                                                                             | 74    |       |
| 20. März | Henry Handel Richardson                         | australische Schriftstellerin                                                                                     | 76    |       |
| 20. März | Frederick M. Smith                              | zweiter Präsident der Gemeinschaft Christi                                                                        | 72    |       |
| 20. März | Alexander Stangl                                | österreichischer Politiker (SPÖ), Landtagsabgeordneter im Burgenland                                              | 47    |       |
| 21. März | Werner Kropp                                    | deutscher Politiker (NSDAP), MdR und SA-Führer                                                                    | 46    |       |
| 21. März | Heinrich Schütz                                 | deutscher Tier- und Landschaftsmaler                                                                              | 71    |       |
| 21. März | Helene Varges                                   | deutsche Malerin, Zeichnerin und Illustratorin                                                                    | 68    |       |
| 21. März | Leopold Wimmer                                  | österreichischer Politiker (SDAP), Landtagsabgeordneter                                                           | 74    |       |
| 22. März | Johannes Blum                                   | deutscher Politiker (Zentrum), MdR                                                                                | 88    |       |
| 22. März | Clemens August Graf von Galen                   | deutscher Bischof und Kardinal                                                                                    | 68    |       |
| 22. März | Otto Heichert                                   | deutscher Maler                                                                                                   | 78    |       |
| 23. März | Albert Bassüner                                 | deutscher Kommunist, MdL                                                                                          | 55    |       |
| 23. März | Gerda Bormann                                   | deutsche Ehefrau von Martin Bormann                                                                               | 36    |       |
| 23. März | Alfred Brodauf                                  | deutscher Politiker (Freisinnige Volkspartei, Fortschrittliche Volkspartei, DDP), MDR                             | 75    |       |
| 23. März | Ingolf Davidsen                                 | norwegischer Turner                                                                                               | 53    |       |
| 23. März | Gustav Ebbinghaus                               | deutscher Verwaltungsjurist, MdHH                                                                                 | 81    |       |
| 23. März | Max Heinhold                                    | deutscher Bergingenieur und Manager der Montanindustrie                                                           | 64    |       |
| 23. März | Ernst Köhler-Haußen                             | deutscher Journalist und Schriftsteller                                                                           | 73    |       |
| 23. März | Francisco Largo Caballero                       | spanischer Politiker und Regierungspräsident der Zweiten Republik                                                 | 76    |       |
| 23. März | Gilbert Newton Lewis                            | US-amerikanischer Physikochemiker                                                                                 | 70    |       |
| 23. März | William Oberländer                              | deutscher Jurist und Politiker                                                                                    | 77    |       |
| 23. März | Hans Pieper                                     | deutscher Architekt, Denkmalpfleger und Baubeamter                                                                | 63    |       |
| 23. März | Juan Píriz                                      | uruguayischer Fußballspieler                                                                                      | 43    |       |
| 23. März | Arthur Ponsonby, 1. Baron Ponsonby of Shulbrede | britischer Staatsbeamter, Politiker, Schriftsteller und Pazifist                                                  | 75    |       |
| 23. März | Emmerich Siegris                                | österreichischer Denkmalpfleger und Heimatforscher                                                                | 59    |       |
| 23. März | Eduards Strautnieks                             | lettischer Rechtsanqalt und Politiker                                                                             | 59    |       |
| 24. März | Alexander Alexandrowitsch Aljechin              | russisch-französischer Schachweltmeister                                                                          | 53    |       |
| 24. März | Willi Bloedorn                                  | deutscher Politiker (NSDAP), MdR, MdL                                                                             | 58    |       |
| 24. März | Aline Friede                                    | deutsche Opernsängerin (Alt, Mezzosopran, später dramatischer Sopran)                                             | 89    |       |
| 24. März | Bracha Fuld                                     | jüdische Kämpferin und Kommandantin des Palmach                                                                   | 18    |       |
| 24. März | Charles F. Hurley                               | US-amerikanischer Politiker                                                                                       | 52    |       |
| 24. März | Zorka Janů                                      | tschechische Schauspielerin                                                                                       | 24    |       |
| 24. März | Christian Jebe                                  | norwegischer Segler                                                                                               | 69    |       |
| 24. März | Gustave Jéquier                                 | Schweizer Ägyptologe                                                                                              | 77    |       |
| 24. März | Alois Jungwirth                                 | österreichischer Zimmermann und Politiker (CS), Landtagsabgeordneter                                              | 61    |       |
| 24. März | Janet McCallum                                  | schottisch-britische Gewerkschafterin und Suffragette                                                             | 64    |       |
| 24. März | Adolf Peter                                     | österreichischer Landwirt und Politiker (LBd), Abgeordneter zum Nationalrat                                       | 57    |       |
| 24. März | Carl Schuhmann                                  | deutscher Turner und Olympiasieger                                                                                | 76    |       |
| 24. März | Barbu Știrbey                                   | rumänischer Ministerpräsident                                                                                     | 73    |       |
| 24. März | Wladimir Michailowitsch Wonljarljarski          | russischer Gardeoffizier und Unternehmer                                                                          | 93    |       |
| 25. März | Heinrich Bachmann                               | deutscher katholischer Schriftsteller und Dramatiker                                                              | 45    |       |
| 25. März | Anatoli Kapitonowitsch Boldyrew                 | russischer Kristallograph, Mineraloge, Geologe und Hochschullehrer                                                | 62    |       |
| 25. März | Ludwig Deubner                                  | deutscher Altphilologe und Religionswissenschaftler                                                               | 69    |       |
| 25. März | Josef Karl Friedjung                            | österreichischer Kinderarzt und Politiker, Landtagsabgeordneter                                                   | 74    |       |
| 25. März | John Marchbank                                  | schottischer Gewerkschafter                                                                                       | 63    |       |
| 25. März | Engelbert Rückl                                 | österreichischer Politiker (SPÖ), Abgeordneter zum Nationalrat                                                    | 57    |       |
| 25. März | Emil Ruh                                        | Schweizer Komponist, Dirigent und Verleger                                                                        | 61    |       |
| 26. März | Ezequiel Fernández Jaén                         | 18. Staatspräsident von Panama                                                                                    | 60    |       |
| 26. März | Gerhard Heilmann                                | dänischer Paläontologe und Illustrator                                                                            | 86    |       |
| 26. März | Heinz Jaeger                                    | deutscher Beamter, Leiter des Versicherungsamts der Stadt München                                                 | 63    |       |
| 26. März | Sven-Olof Lundgren                              | schwedischer Skispringer                                                                                          | 37    |       |
| 26. März | Ludwig Moshamer                                 | deutscher Architekt                                                                                               | 60    |       |
| 26. März | Hermann Rüdiger                                 | deutscher Geologe und Polarforscher                                                                               | 56    |       |
| 26. März | Heinrich Wendt                                  | deutscher Archivar                                                                                                | 79    |       |
| 26. März | Alexandru Zirra                                 | rumänischer Komponist                                                                                             | 62    |       |
| 27. März | Octave Aubry                                    | französischer Historiker und Schriftsteller                                                                       | 64    |       |
| 27. März | Siegfried Berger                                | deutscher Schriftsteller und Lokalpolitiker                                                                       | 54    |       |
| 27. März | Friedrich von Falkenhausen                      | deutscher Verwaltungsjurist                                                                                       | 76    |       |
| 27. März | Karl Groos                                      | deutscher Philosoph und Psychologe                                                                                | 84    |       |
| 27. März | Ernst Gütschow                                  | deutscher Unternehmer und Kunstsammler                                                                            | 76    |       |
| 27. März | Maximilian Moris                                | deutscher Opernregisseur und Theaterleiter                                                                        | 82    |       |
| 27. März | Ernst Praetorius                                | deutscher Dirigent, Generalmusikdirektor, Hochschullehrer und Musikhistoriker                                     | 65    |       |
| 27. März | Gabriela Preissová                              | tschechische Schriftstellerin, Dramaturgin und Vertreterin des idealisierten Realismus                            | 84    |       |
| 27. März | Carl Snoeck                                     | niederländischer Violinist, Konzertmeister und Dirigent                                                           | 60    |       |
| 28. März | Max Kiessling                                   | deutscher Historischer Geograph                                                                                   | 68    |       |
| 28. März | Hans Krocker                                    | deutscher Schriftsteller und Verleger                                                                             | 73    |       |
| 28. März | Otto Wolf                                       | deutscher Violinist und Hofopernsänger                                                                            | 74    |       |
| 28. März | Felix Zimmermann                                | deutscher Schriftsteller, Journalist und Kunstkritiker                                                            | 72    |       |
| 29. März | Erich Bessel-Hagen                              | deutscher Mathematiker                                                                                            | 47    |       |
| 29. März | John Harold Clapham                             | englischer Wirtschaftshistoriker                                                                                  | 72    |       |
| 29. März | William Josiah MacDonald                        | US-amerikanischer Politiker                                                                                       | 72    |       |
| 30. März | Rudolf Bierey                                   | sächsischer Oberst und Freikorpsführer                                                                            | 79    |       |
| 30. März | Walter Goehtz                                   | deutscher Verwaltungsbeamter, Bürgermeister der Städte Plathe und Greifenberg                                     | 68    |       |
| 31. März | Martin Davey                                    | US-amerikanischer Politiker                                                                                       | 61    |       |
| 31. März | C. Ben Ross                                     | US-amerikanischer Politiker                                                                                       | 69    |       |
| 31. März | Wilhelm Rümann                                  | deutscher Marineoffizier, zuletzt Konteradmiral im Zweiten Weltkrieg                                              | 64    |       |
| 31. März | Takeda Rintarō                                  | japanischer Schriftsteller                                                                                        | 41    |       |
| 31. März | John Vereker, 6. Viscount Gort                  | britischer Feldmarschall                                                                                          | 59    |       |
| 31. März | Emanuel Hugo Vogel                              | österreichischer Wirtschaftswissenschaftler                                                                       | 70    |       |
|          | Franz Böhm                                      | deutscher Philosoph                                                                                               |       |       |
|          | Heinrich Jacobi                                 | deutscher Architekt und Archäologe                                                                                | 79    |       |